# 월광조례
《월광조례》는 후지타 카즈히로의 소년 만화 작품이다.

## 작품 소개
"요괴소년 호야(うしおととら)" "꼭두각시 서커스(からくりサーカス)"에 이은 후지타 카즈히로의 연재 작품. "주간 소년 선데이"(쇼가쿠칸)에서 2008년 17 호부터 연재 중. 기본적으로 한 화 완결 몇 화 완결 형식의 구성이 되어 있다.
저자의 이전 작품에 비해 이 작품은 잔혹한 묘사는 있지만 직접적으로 나타내는 것은 억제되어 있어 코미디 & 액션의 체재를 유지하고 있다. 또한 스타 시스템을 캡처 과거 작품의 캐릭터 나 디자인의 유용이 많이 등장하는 것도 특징.
또한 처음에는 "월광(月狂) 조례'라는 제목 방안이 거론되고 있었지만, 여러 가지 사정으로 변경되었다고 한다.

## 줄거리
수십 년에 한 번, 새파란 달빛이 " 동화 "의 세계를 재미있게 한다. 이상해져 버린 "동화"의 세계를 바로 잡기 위해 " 월광조례"의 사자인 '바리때공주'는 <독자>의 세계에 도움을 요청하기로 한다. 우연히 " 월광조례 "의 증명이 새겨진 집행자가 된 이와사키 겟코와 바리때공주는 이상해져 버린 "동화"를 바로 잡기 위한 싸움을 시작하게 된다.

## 각장 제목
1. 이 조례의 전체 목적
2. 일촌법사
3. 있어야 할 곳
4. 신데렐라
5. 듣는 귀 가리기
6. 피노키오
7. 지푸라기 장자
8. 헨젤과 그레텔
9. 도서위원
10. 주먹밥 굴리기
11. 빨간 망토
12. 뭉게 구름
13. 소나기
14. 혀 잘린 참새
15. 인어공주
16. 피의 상처
17. 귀찮은 날
18. 수영하는 날
19. 바다로 가자
20. 천일 밤의 달
21. 카구야 공주

## 단행본
- 후지타 카즈히로 『月光条例』 쇼가쿠칸〈소년 선데이 코믹스〉 현재 27권（2014년 2월 현재）

1. ISBN 978-4-09-121420-1 2008년 6월 18일 발매
2. ISBN 978-4-09-121469-0 2008년 9월 18일 발매
3. ISBN 978-4-09-121519-2 2008년 12월 18일 발매
4. ISBN 978-4-09-121610-6 2009년 3월 18일 발매
5. ISBN 978-4-09-122018-9 2009년 7월 17일 발매
6. ISBN 978-4-09-121747-9 2009년 9월 17일 발매
7. ISBN 978-4-09-121886-5 2009년 11월 18일 발매
8. ISBN 978-4-09-122149-0 2010년 2월 18일 발매
9. ISBN 978-4-09-122297-8 2010년 5월 18일 발매
10. ISBN 978-4-09-122508-5 2010년 8월 18일 발매
11. ISBN 978-4-09-122660-0 2010년 11월 18일 발매
12. ISBN 978-4-09-122771-3 2011년 1월 23일 발매
13. ISBN 978-4-09-122854-3 2011년 4월 18일 발매
14. ISBN 978-4-09-123199-4 2011년 7월 15일 발매
15. ISBN 978-4-09-123336-3 2011년 10월 18일 발매
16. ISBN 978-4-09-123536-7 2012년 1월 18일 발매
17. ISBN 978-4-09-123618-0 2012년 3월 16일 발매
18. ISBN 978-4-09-123656-2 2012년 5월 18일 발매
19. ISBN 978-4-09-123790-3 2012년 8월 22일 발매
20. ISBN 978-4-09-124011-8 2012년 11월 21일 발매
21. ISBN 978-4-09-124183-2 2013년 2월 23일 발매
22. ISBN 978-4-09-124284-6 2013년 4월 23일 발매
23. ISBN 978-4-09-124323-2 2013년 6월 23일 발매
24. ISBN 978-4-09-124361-4 2013년 8월 21일 발매
25. ISBN 978-4-09-124495-6 2013년 11월 23일 발매
26. ISBN 978-4-09-124550-2 2014년 1월 22일 발매
27. ISBN 978-4-09-124610-3 2014년 2월 23일 발매